# Akrivastin
{{Drugbox-lat
| Verifiedfields = 
| verifiedrevid = 477241254
| IUPAC_name = (E)-3-{6-[(E)-1-(4-metilfenil)-3-pirolidin-1-il-
prop-1-enil]piridin-2-il}prop-2-enoinska kiselina
| image = Acrivastine.svg
| width =
| image2 =
| width2 =
| tradename =  
| Drugs.com = Internacionalno ime leka
| MedlinePlus = a682619
| pregnancy_AU = 
| pregnancy_US = B
| legal_AU = 
| legal_CA = 
| legal_UK = 
| legal_US = Rx-only
| routes_of_administration = oralno
| elimination_half-life = 1.5 sata
| excretion = Renalno
| CAS_number_Ref =  
| CAS_number = 87848-99-5
| ATC_prefix = R06
| ATC_suffix = AX18
| PubChem = 5284514
| IUPHAR_ligand =
| DrugBank_Ref =  
| DrugBank =
| ChemSpiderID_Ref =  
| ChemSpiderID = 4447574
| UNII_Ref =  
| UNII = A20F9XAI7W
| KEGG_Ref =  
| KEGG = D02760
| ChEMBL_Ref =  
| ChEMBL = 1224
| C=22 | H=24 | N=2 | O=2 
| molecular_weight = 348,438 g/mol
| smiles = O=C(O)\C=C\c3nc(\C(=C\CN1CCCC1)c2ccc(cc2)C)ccc3
| StdInChI_Ref =  
| StdInChI = 1S/C22H24N2O2/c1-17-7-9-18(10-8-17)20(13-16-24-14-2-3-15-24)21-6-4-5-19(23-21)11-12-22(25)26/h4-13H,2-3,14-16H2,1H3,(H,25,26)/b12-11+,20-13+
| StdInChIKey_Ref =  
| StdInChIKey = PWACSDKDOHSSQD-IUTFFREVSA-N
}}
Akrivastin je leki koji se koristi za tretman alergija i alergijskog rinitisa. On je druga generacija antagonista H1 receptora (slično njegovom baznom molekulu triprolidinu). On blokira histaminske H1 receptore.
Ovaj antihistaminik nema sedaciono dejstvo. On se prodaje pod imenom Benadril za olakšavanja alergijskih simptoma. On je dostupan na slobodno u mnogim zemljama. U SAD-u, akrivastin je aktivni sastojak leka Sempreks-D, koji sadrži i dekongestant pseudoefedrin.